# Nova Baiazete (uezde)
O uezde de Nova Baiazete era um distrito (uezde) da Gubernia de Erevã do Vice-Reino do Cáucaso do Império Russo. Fazia fronteira com o uezde de Alexandropol ao norte, os uezdes de Echemiazim e Erevã a oeste, o uezde de Xarur-Daralaiaz ao sul e os uezdes de Cazaque, Elizavetepol e Jevanxir da Gubernia de Elizavetpol a leste. Centrado no lago Sevã, incluía a maior parte da província contemporânea de Guelarcunique e partes do norte da província de Cotaique da Armênia. O centro administrativo era a cidade Nova Baiazete (atual Gavar) que deu nome ao distrito.

## História
O centro administrativo do condado, Nova Baiazete, foi fundado por imigrantes armênios de Doubaiazete no início do século XIX que acompanharam a retirada do exército imperial russo para escapar da perseguição no Império Otomano. Após a Revolução Russa, as condições no uezde foram agravadas pela presença de 60 mil refugiados em 1918. Durante o inverno de 1918-1919, cerca de 25 mil pessoas no morreram de fome. Enquanto controlado pela Primeira República da Armênia, em 1918-1919 o uezde foi esvaziado de sua população muçulmana pela destruição de 100 aldeias pelo exército armênio, no entanto, isso foi instigado por agentes da República Democrática do Azerbaijão tentando provocar confrontos étnicos. Além disso, a "comissão de Nova Baiazete" no parlamento armênio liderada por Hakob Ter-Hakobyan afirmou que 88 aldeias e 72 mil habitantes de Nova Baiazete tinham sido alvo de ataques por parte de muçulmanos.

## Subdivisões
Os subdistritos (uchastoques) do distrito de Nova Baiazete em 1913 eram os seguintes:
| Nome                         | População | Área                                                        |
| ---------------------------- | --------- | ----------------------------------------------------------- |
| 1-i uchastoque (1-й участок) | 38 280    | 1 071,35 verstas quadradas (1 219,26 quilômetros quadrados) |
| 2-i uchastoque (2-й участок) | 31 680    | 650,45 verstas quadradas (740,25 quilômetros quadrados)     |
| 3-i uchastoque (3-й участок) | 37 781    | 983,99 verstas quadradas (1 119,84 quilômetros quadrados)   |
| 4-i uchastoque (4-й участок) | 46 082    | 1 416,97 verstas quadradas (1 612,60 quilômetros quadrados) |

## Demografia

### Censo do Império Russo
De acordo com o censo do Império Russo de 1897, tinha uma população de 122 573 em 28 de janeiro (E.A. 15 de janeiro) de 1897, incluindo 63 128 homens e 59 445 mulheres. A maioria da população indicou o armênio como sua língua materna, com uma minoria significativa de língua tártara.[a]
| Idioma     | Falantes nativos | %      |
| ---------- | ---------------- | ------ |
| Armênio    | 81.285           | 66,32  |
| Tártaro    | 34.726           | 28,33  |
| Curdo      | 2.995            | 2,44   |
| Russo      | 2.711            | 2.21   |
| Mordoviano | 289              | 0.24   |
| Tate       | 269              | 0.22   |
| Grego      | 179              | 0.15   |
| Georgiano  | 36               | 0.03   |
| Judeu      | 31               | 0.03   |
| Polonês    | 12               | 0,01   |
| Lituano    | 6                | 0,00   |
| Ucraniano  | 5                | 0,00   |
| Assírio    | 4                | 0,00   |
| Italiano   | 1                | 0,00   |
| Outro      | 24               | 0,02   |
| TOTAL      | 122.573          | 100,00 |

### Kavkazski kalendar
De acordo com a publicação de 1917 do Kavkazski kalendar, o uezde tinha uma população de 188 859 em 14 de janeiro [E.A. 1 de janeiro] de 1916, incluindo 97 864 homens e 90 995 mulheres, 174 879 dos quais eram a população permanente e 13 980 eram residentes temporários. As estatísticas indicaram que a cidade de Nova Baiazete e suas periferias eram predominantemente armênias, com uma significativa minoria muçulmana xiita:
| Nacionalidade         | Urbano | Urbano | Rural   | Rural | TOTAL   | TOTAL |
| Nacionalidade         | Número | %      | Número  | %     | Número  | %     |
| --------------------- | ------ | ------ | ------- | ----- | ------- | ----- |
| Armênios              | 14 350 | 97,30  | 114 997 | 66,05 | 129 347 | 68,49 |
| Muçulmanos xiitas[b]  | 0      | 0,00   | 46 901  | 26,94 | 46 901  | 24,83 |
| Russos                | 83     | 0,56   | 4 842   | 2,78  | 4 925   | 2,61  |
| Muçulmanos sunitas[c] | 0      | 0,00   | 3 812   | 2,19  | 3 812   | 2,02  |
| Curdos                | 238    | 1,61   | 2 726   | 1,57  | 2 964   | 1,57  |
| Iazidis               | 0      | 0,00   | 408     | 0,23  | 408     | 0,22  |
| Outros europeus       | 11     | 0,07   | 387     | 0,22  | 398     | 0,21  |
| Cristãos asiáticos    | 64     | 0,43   | 38      | 0,02  | 102     | 0,05  |
| Judeus                | 2      | 0,01   | 0       | 0,00  | 2       | 0,00  |
| TOTAL                 | 14 748 | 100    | 174 111 | 100   | 188 859 | 100   |